# AFC Challenge Cup 2006
Navigation
Édition suivante
L'AFC Challenge Cup 2006  est une compétition de football ayant lieu du 1er avril au 16 avril 2006 au Bangladesh. 16 équipes  furent réparties en 4 groupes, les meilleurs de chaque groupes sont qualifiés pour les quarts de finale, dans une phase finale. Il n'y a pas de groupe de qualification. Le vainqueur est le Tadjikistan, le prix du fair-play est remporté par le Sri Lanka alors que le meilleur joueur du tournoi est le Tadjik Ibrahim Rabimov.
Lors de cette édition, il fut joué 31 matchs au cours desquels 82 buts ont été marqués (soit une moyenne de 2,65 par rencontre). L'affluence cumulée a été de 150 150 spectateurs (soit 4 844 spectateurs par match).

## Choix des équipes
L'AFC répartit ses 45 membres (à part l'Australie) en trois groupes.
Les 14 meilleurs sont classés comme « sélections fortes » :
| - Bahreïn - Chine - Indonésie - Iran - Irak | - Japon - Koweït - Qatar - Arabie saoudite - Corée du Sud | - Thaïlande - Émirats arabes unis - Ouzbékistan - Viêt Nam |

Les 14 suivants sont classés comme « sélections en développement » :
| - Bangladesh - Hong Kong - Inde - Jordanie - Liban | - Malaisie - Maldives - Birmanie - Corée du Nord - Oman | - Singapour - Syrie - Turkménistan - Yémen |

Les 17 moins bons sont classés comme « sélections peu développées », qui ont besoin de temps pour développer le football chez eux. Ce sont ces équipes-là qui participent à l'AFC Challenge Cup 2006 :
| - Afghanistan - Bhoutan - Brunei - Cambodge - Taipei chinois - Timor oriental forfait | - Guam - Kirghizistan - Laos forfait - Macao - Mongolie forfait - Népal | - Pakistan - Palestine - Philippines - Sri Lanka - Tadjikistan |

Ces 17 équipes sont sélectionnés en août 2005 pour prendre part à cette compétition. La Mongolie, le Laos et le Timor oriental déclarent forfait et sont remplacés par le Bangladesh et l'Inde. Le nombre d'équipes participantes est donc réduit à 16. L'Inde choisit d'aligner son équipe des moins de 20 ans pour cette compétition afin qu'ils puissent préparer le Championnat d'Asie des moins de 20 ans de football 2006 (en). Le Kirghizistan (qualifié pour cette même compétition) a fait participer une équipe rajeunie, mais les
matchs disputés pendant l'AFC Challenge Cup 2006 ont été reconnus par la FIFA.

## Pays hôte
Lors du congrès annuel de l'AFC, il fut décidé que le Bangladesh et le Népal accueilleraient conjointement cette première édition de l'AFC Challenge Cup. Au départ, les rencontres des groupes A et B devaient se dérouler au Népal et celles des groupes C et D au Bangladesh. Finalement, à cause de troubles politiques qui secouèrent le Népal, il fut décidé de donner la totalité de l'organisation au Bangladesh.
La compétition était originellement prévue du 26 mars au 9 avril 2006, mais le calendrier fut modifié pour éviter d'entrer "en conflit" avec le jour d'indépendance du pays (le 26 mars).
Les deux stades qui furent choisis pour accueillir les rencontres étaient le Bangabandhu National Stadium (Dacca) ainsi que le MA Aziz Stadium (Chittagong). Il fut aussi utilisé le Bangladesh Army Stadium (Dacca) pour rejouer des matches abandonnés à cause des fortes pluies.

## Effectifs

### Groupe A

#### Inde -20 ans
| N° | Pos. | Joueur                   | Date Naissance    | Club                     |
| -- | ---- | ------------------------ | ----------------- | ------------------------ |
| 2  | D    | Parwinder Singh          | 7 août 1985       | Tata FA                  |
| 3  | D    | Warun Deep               | 19 septembre 1986 | Churchill Brothers       |
| 4  | D    | Naduparambil Pradeep (c) | 28 avril 1983     | State Bank of Travancore |
| 5  | D    | Rakesh Masih             | 18 mars 1987      | Tata FA                  |
| 9  | A    | Bungo Thomchok Singh     | 2 mars 1983       | Churchill Brothers       |
| 13 | M    | Xavier Vijay Kumar       | 24 décembre 1978  | HAL                      |
| 14 | A    | Lalawmpuia Pachuau       | 30 juin 1989      | Tata FA                  |
| 15 | M    | Khemtang Paite           | 30 août 1986      | Churchill Brothers       |
| 16 | M    | Ong Tshering Lepcha      | 11 novembre 1989  | Churchill Brothers       |
| 17 | D    | Baldeep Singh            | 12 janvier 1987   | JCT FA                   |
| 18 | D    | Rino Anto                | 3 janvier 1988    | Tata FA                  |
| 20 | G    | Arindam Bhattacharya     | 10 décembre 1989  | Tata FA                  |
| 21 | G    | Shilton Pal              | 9 juin 1988       | Tata FA                  |
| 23 | D    | Shafeeq Pulparambil      |                   | Kerala                   |
| 24 | A    | Vimal Pariyar            | 7 mars 1986       | Tata FA                  |
| 25 | M    | Lalramluaha Hmar         | 17 septembre 1990 | Tata FA                  |
| 26 | A    | Reisangmei Vashum        | 10 janvier 1988   | Churchill Brothers       |
| 27 | D    | Zaidinmawia Hmar         |                   | Mizoram                  |
| 29 | M    | Hirohito Elangbam        | 18 juillet 1987   | Tata FA                  |
| 30 | M    | Lalmalsawma Hmar         | 2 décembre 1989   | Eveready                 |

Sélectionneur :  Islam Akhmedov

#### Afghanistan
| N° | Pos. | Joueur                   | Date Naissance   | Club       |
| -- | ---- | ------------------------ | ---------------- | ---------- |
| 1  | G    | Shamsuddin Amiri         | 12 février 1985  | Kabul Bank |
| 2  | D    | Islamuddin Amiri         |                  |            |
| 3  | D    | Bashir Ahmad Saadat (c)  | 27 décembre 1981 | Maiwand    |
| 4  | D    | Qudratullah Hussaini     | 11 mars 1984     |            |
| 5  | D    | Abdul Maroof Gullestani  |                  |            |
| 6  | M    | Raza Mahmoudi            | 12 mai 1984      |            |
| 7  | M    | Sayed Maqsood Hashemi    | 22 janvier 1985  | Maiwand    |
| 8  | M    | Ahmad Wahid Abbasi       | 20 août 1984     | Maiwand    |
| 9  | A    | Hafizullah Qadami        | 20 février 1985  | Kabul Bank |
| 10 | M    | Mohammad Jalal Afshar    |                  |            |
| 11 | D    | Ali Ahmadi               |                  |            |
| 12 | A    | Mohammad Taher Raufi     |                  |            |
| 14 | D    | Ali Yarzada              | 15 octobre 1985  |            |
| 15 | A    | Souraj Akhwan            |                  |            |
| 16 | A    | Mustafa Bayat            |                  |            |
| 17 | M    | Mohammad Salim Kohistani |                  |            |
| 18 | M    | Atiqullah Usmani         |                  |            |
| 19 | D    | Mohammad Zarif Raeesi    |                  |            |
| 21 | D    | Manochahr Azizi          |                  |            |
| 22 | G    | Emal Gariwal             | 17 mai 1986      |            |

Sélectionneur :  Klaus Stärk

#### Taïwan
| N° | Pos. | Joueur             | Date Naissance   | Club                 |
| -- | ---- | ------------------ | ---------------- | -------------------- |
| 1  | G    | Lu Kun-Chi         | 6 février 1985   | China Steel          |
| 2  | D    | Kao Hao-Chieh      | 24 juillet 1980  | Tatung Football Club |
| 3  | D    | Tsai Sheng-An      | 18 janvier 1985  | China Steel          |
| 4  | D    | Kuo Chun-Yi        | 9 mai 1982       | Taipower             |
| 5  | D    | Cheng Yung-Jen (c) | 24 janvier 1977  | Taipower             |
| 6  | M    | Feng Pao-Hsing     | 18 août 1982     | NSTC                 |
| 7  | M    | Huang Cheng-Tsung  | 11 octobre 1985  | China Steel          |
| 8  | A    | Tai Hung-Hsu       | 4 octobre 1987   | China Steel          |
| 9  | A    | Huang Tzu-Jung     |                  | NSTC                 |
| 10 | M    | Huang Shih-Chan    | 8 septembre 1982 | NSTC                 |
| 11 | A    | Lin Po-Yuan        | 8 novembre 1982  | NSTC                 |
| 12 | G    | Hsu Jen-Feng       | 28 avril 1979    | NSTC                 |
| 14 | M    | Chang Fu-Hsiang    | 15 février 1982  | NSTC                 |
| 16 | D    | Kuo Chan-Yu        |                  |                      |
| 18 | D    | Lee Meng-Chian     | 5 décembre 1981  | Taipower             |
| 19 | A    | Chuang Wei-Lun     | 17 mars 1982     | NSTC                 |
| 22 | M    | Tseng Tai-Lin      | 14 mai 1982      | NSTC                 |
| 23 | M    | Liang Chien-Wei    | 24 juin 1983     | NSTC                 |
| 24 | D    | Lin Che-Min        | 16 décembre 1985 | I-Shou University    |
| 30 | A    | Chen Po-liang      | 11 février 1988  | China Steel          |

Sélectionneur :  Toshiaki Imai

#### Philippines
| N° | Pos. | Joueur                   | Date Naissance    | Club                         |
| -- | ---- | ------------------------ | ----------------- | ---------------------------- |
| 2  | D    | Bervic Italia            | 27 avril 1982     | Philippine Navy              |
| 4  | D    | Jesan Candolesa          | 15 juin 1982      | Mendiola United              |
| 5  | D    | Gerald Orcullo           | 19 février 1983   | San Beda College             |
| 6  | M    | Andres Crisanto Gonzales | 1er mai 1981      | University of the Philippine |
| 8  | D    | Mark Villon              | 6 juillet 1983    | Mendiola United              |
| 10 | M    | Rolly Perez              | 24 août 1983      | University of the East       |
| 11 | M    | Jeffrey Liman            | 19 mai 1984       | San Beda College             |
| 12 | D    | Wilson Dela Cruz         | 8 mai 1979        | Philippine Army              |
| 13 | M    | Emelio Caligdong         | 28 septembre 1982 | Philippine Air Force         |
| 16 | A    | Leigh Gunn               | 24 décembre 1980  | Sans Club                    |
| 17 | A    | Luisito Brillantes       | 7 mars 1976       | Philippine Army              |
| 18 | D    | Alexander Borromeo (c)   | 28 juin 1983      | Kaya FC                      |
| 19 | M    | Roel Gener               | 27 juin 1974      | Philippine Army              |
| 20 | A    | Ian Araneta              | 2 mars 1982       | Philippine Air Force         |
| 22 | G    | Eduard Sacapaño          | 14 février 1980   | Philippine Army              |
| 23 | M    | Jeremias Jiao            | 10 novembre 1984  | Mendiola United              |
| 24 | M    | Winnie Subere            | 2 février 1981    | Philippine Air Force         |
| 25 | G    | Ref Cuaresma             | 31 octobre 1982   | Philippine Navy              |
| 26 | M    | Marjo Allado             | 15 février 1978   | University of Santo Tomas    |
| 29 | A    | Alvin Valeroso           | 25 avril 1983     | University of the East       |

Sélectionneur :  Jose Ariston Caslib

### Groupe B

#### Sri Lanka
| N° | Pos. | Joueur                       | Date Naissance    | Club             |
| -- | ---- | ---------------------------- | ----------------- | ---------------- |
| 1  | G    | Dammika Thilakaratne         | 6 octobre 1977    | Ratnam SC        |
| 2  | D    | Dumidu Wasanthaka            | 9 mai 1983        | Ratnam SC        |
| 3  | D    | Fuard Kamaldeen              | 12 août 1979      | Ratnam SC        |
| 4  | D    | Rohana Ruwan Thilaka         | 21 septembre 1984 | Red Sun SC       |
| 6  | M    | Mohamed Izzadeen             | 8 juin 1979       | Ratnam SC        |
| 7  | M    | Chathura Maduranga           | 28 janvier 1981   | Ratnam SC        |
| 8  | M    | Rajitha Jayawilal            | 22 juillet 1979   | Police SC        |
| 9  | A    | Chandradasa Karunaratne      | 29 janvier 1972   | Negombo Youth SC |
| 10 | A    | Channa Ediri Bandanage       | 22 septembre 1978 | Victory SC       |
| 11 | A    | Kasun Jayasuriya             | 25 mars 1980      | Dempo SC         |
| 12 | A    | Nuwantha Charaka             |                   |                  |
| 14 | M    | Fazlur Rahman                | 15 mai 1977       | Ratnam SC        |
| 15 | A    | Dhammika Rathnayaka          | 25 août 1977      | Negombo Youth SC |
| 16 | D    | Nisal Nilanga                |                   |                  |
| 17 | M    | Chathura Gunarathna          | 8 septembre 1982  | Negombo Youth SC |
| 18 | D    | Pradeep Kumara               | 8 août 1982       | Police SC        |
| 19 | A    | Nimal Fernando               | 12 octobre 1984   | Negombo Youth SC |
| 22 | G    | Viraj Asanka                 | 17 mai 1987       | Saunders SC      |
| 23 | D    | Dudley Lincoln Steinwall (c) | 9 novembre 1974   | Negombo Youth SC |
| 25 | G    | Ajith Kumara                 | 1er juillet 1985  | Navy SC          |

Sélectionneur :  Sampath Perera

#### Brunei
| N° | Pos. | Joueur                      | Date Naissance  | Club      |
| -- | ---- | --------------------------- | --------------- | --------- |
| 1  | G    | Mohd Sahan Mumtazali        | 5 mars 1986     | QAF       |
| 2  | M    | Mardi Bujang                | 19 octobre 1984 | Wijaya    |
| 3  | D    | Sallehuddin Damit           | 5 novembre 1973 | DPMM      |
| 4  | M    | Mohd Fadzri Ibrahim         |                 | QAF       |
| 5  | D    | Mohd Safari Wahit           | 2 avril 1978    | QAF       |
| 6  | D    | Philip Anak Ahar            |                 | QAF       |
| 7  | D    | Christopher Ambon           |                 | QAF       |
| 8  | A    | Hardi Bujang                | 19 octobre 1984 | Wijaya    |
| 9  | A    | Riwandi Wahit (c)           | 6 mars 1981     | QAF       |
| 10 | M    | Mohd Hardiman Abdul Lamit   | 19 juin 1986    | QAF       |
| 12 | A    | Mohammad Helmi Zambrin      | 30 mars 1987    | AH United |
| 13 | D    | Shahbri Jalil               |                 | QAF       |
| 15 | M    | Yunus Lupat                 | 27 octobre 1984 | QAF       |
| 16 | D    | Mohd Sabri Alimin           |                 | QAF       |
| 17 | D    | Mohd Kamarul Ariffin Ramlee | 17 janvier 1987 | QAF       |
| 19 | M    | Ratano Tuah                 | 9 février 1976  | QAF       |
| 20 | M    | Mohd Azwan Salleh           | 6 janvier 1988  | DPMM      |
| 21 | A    | Adie Arsham Salleh          |                 | QAF       |
| 23 | M    | Kamarulzaman Kamaludin      |                 | QAF       |
| 25 | G    | Azman Ilham Noor            | 17 février 1984 | Hải Phòng |

Sélectionneur :  Mohd Ali Mustafa

#### Népal
| N° | Pos. | Joueur                  | Date Naissance   | Club              |
| -- | ---- | ----------------------- | ---------------- | ----------------- |
| 1  | G    | Bikash Malla            | 15 août 1985     | Manang Marsyangdi |
| 3  | D    | Suman Subedi            |                  | Mahendra Police   |
| 4  | D    | Nabin Neupane           | 13 octobre 1982  | Manang Marsyangdi |
| 5  | D    | K.C. Anjan              | 14 décembre 1986 | Friends Club      |
| 6  | D    | Lok Bandhu Gurung       | 29 août 1985     | Three Star        |
| 7  | A    | Surendra Bahadur Tamang | 23 février 1981  | Three Star        |
| 8  | M    | Rajesh Khadagi          | 31 janvier 1980  | Three Star        |
| 9  | A    | Ju Manu Rai             | 1er mars 1983    | Mahendra Police   |
| 10 | A    | Ramesh Budhathoki       | 11 avril 1978    | Mahendra Police   |
| 11 | A    | Hari Khadka             | 26 novembre 1976 | Mahendra Police   |
| 12 | M    | Raju Tamang             | 27 octobre 1985  | Tribhuvan Army    |
| 13 | M    | Vishad Gouchan Thakali  | 11 mai 1984      | Three Star        |
| 14 | D    | Tashi Tsering           | 22 avril 1973    | Manang Marsyangdi |
| 17 | M    | Pradeep Maharjan        | 11 octobre 1986  | Three Star        |
| 19 | D    | Sagar Thapa             | 19 avril 1985    | Manang Marsyangdi |
| 20 | G    | Ritesh Thapa            | 2 octobre 1984   | Mahendra Police   |
| 22 | A    | Basanta Thapa (c)       | 10 avril 1977    | Manang Marsyangdi |
| 23 | M    | Bijay Gurung            | 11 octobre 1985  | Three Star        |
| 26 | D    | Ram Kumar Biswash       |                  | Tribhuvan Army    |
| 30 | G    | Surendra Kumar Shrestha | 6 février 1980   | New Road          |

Sélectionneur :  Shyam Thapa

#### Bhoutan
| N° | Pos. | Joueur           | Date Naissance   | Club                |
| -- | ---- | ---------------- | ---------------- | ------------------- |
| 1  | G    | Jigme Singye     | 8 juin 1981      | Yeedzin             |
| 2  | D    | Sangay Khandu    | 7 septembre 1985 | Transport United    |
| 3  | D    | Tandin Tshering  | 30 juin 1986     |                     |
| 4  | D    | Pema Dorji       | 5 juillet 1985   | Transport United    |
| 5  | M    | Passang Tshering | 28 octobre 1975  | Transport United    |
| 6  | D    | Kinley Wangchuk  | 10 avril 1986    | Yeedzin             |
| 7  | M    | Kinley Dorji     | 2 décembre 1981  | Transport United    |
| 8  | M    | Wangchuk         |                  |                     |
| 9  | A    | Bikash Pradhan   | 7 février 1985   | Transport United    |
| 10 | A    | Wangay Dorji (c) | 9 janvier 1974   | Transport United    |
| 12 | M    | Gyeltshen        |                  |                     |
| 13 | M    | Sonam Tenzin     | 20 octobre 1986  | Buddhist Blue Stars |
| 15 | D    | Ugyen Dorji      | 6 juillet 1985   | Transport United    |
| 16 | M    | Nawang Dendup    | 7 décembre 1986  | New Road            |
| 18 | D    | Karun Gurung     | 9 juin 1987      |                     |
| 20 | D    | Karma Sherub     |                  |                     |
| 21 | G    | Karma Thinley    |                  |                     |
| 24 | M    | Ashok Burja      |                  |                     |
| 25 | M    | Jigme Gyeltshen  |                  | Transport United    |

Sélectionneur :  Kharga Basnet

### Groupe C

#### Bangladesh
| N° | Pos. | Joueur                  | Date Naissance    | Club             |
| -- | ---- | ----------------------- | ----------------- | ---------------- |
| 1  | G    | Aminul Hoque            | 16 septembre 1970 | Brothers Union   |
| 3  | D    | Abu Ahmed Faisal        | 11 juin 1974      | Brothers Union   |
| 4  | D    | Rajani Kanta Barman     | 12 mai 1976       | Muktijoddha      |
| 5  | D    | Nazrul Islam            | 16 octobre 1978   | Mohammedan Dhaka |
| 10 | M    | Mohammed Alfaz Ahmad    | 6 juin 1977       | Mohammedan Dhaka |
| 11 | A    | Rokonuzzaman Kanchan    | 22 juin 1982      | Muktijoddha      |
| 12 | M    | Mohammed Monwar Hossain | 30 août 1979      | Brothers Union   |
| 13 | M    | Arif Khan Joy (c)       | 15 juin 1978      | Abahani Dhaka    |
| 14 | D    | Mustafa Parvez          | 25 juillet 1982   | Brothers Union   |
| 15 | M    | Arman Aziz              | 10 mai 1984       | Mohammedan Dhaka |
| 16 | M    | Mohammed Abdul Hossain  | 29 juillet 1983   | Brothers Union   |
| 17 | A    | Mehdi Hassan Ujjal      | 26 avril 1985     | Abahani Dhaka    |
| 18 | M    | Asadur Rahman Asad      | 26 août 1982      | Mohammedan Dhaka |
| 20 | G    | Biplob Bhattacharjee    | 7 janvier 1981    | Mohammedan Dhaka |
| 21 | A    | Jahid Hasan Ameli       | 25 décembre 1987  | Abahani Dhaka    |
| 25 | D    | Mohiuddin Sazib         | 25 juillet 1985   | Brothers Union   |
| 26 | A    | Mehdi Hassan Topu       |                   | Narayan          |
| 27 | M    | Mohammed Zahid Parvez   | 29 décembre 1987  | Abahani Dhaka    |
| 29 | M    | Shahriar Abdullah Rintu |                   | Arambagh         |
| 30 | D    | Waly Faisal             | 1er mars 1985     | Abahani Dhaka    |

Sélectionneur :  Diego Cruciani

#### Cambodge
| N° | Pos. | Joueur           | Date Naissance    | Club    |
| -- | ---- | ---------------- | ----------------- | ------- |
| 1  | G    | Mak Theara       |                   |         |
| 2  | M    | Keo Kosal        | 13 juin 1986      | Khemara |
| 3  | D    | Lar Pichseyla    |                   | Khemara |
| 4  | A    | Kouch Sokumpheak | 15 février 1987   | Khemara |
| 5  | M    | Sam Minar        | 27 mars 1986      | Khemara |
| 6  | D    | San Narith       | 7 novembre 1986   | Khemara |
| 7  | M    | Ty Bunvichet     |                   | Khemara |
| 8  | M    | Pok Chanthan     | 1er décembre 1982 | Khemara |
| 9  | M    | Seng Narath (c)  |                   | Khemara |
| 10 | D    | Om Thavrak       | 25 juin 1985      | Khemara |
| 11 | M    | Chan Rithy       | 11 novembre 1983  | Khemara |
| 13 | M    | Sok Buntheang    |                   | Khemara |
| 14 | A    | Srey Veasna      | 6 décembre 1980   | Khemara |
| 16 | D    | Thul Sothearith  | 28 novembre 1985  | Khemara |
| 17 | D    | Hout Sokunthea   | 20 octobre 1990   |         |
| 20 | D    | Chea Veasna      |                   |         |
| 22 | D    | Tieng Tiny       | 9 juin 1986       | Khemara |
| 25 | G    | Ouk Mic          | 15 septembre 1983 | Khemara |

Sélectionneur :  Jo Yong-Chol

#### Palestine
| N° | Pos. | Joueur              | Date Naissance    | Club                 |
| -- | ---- | ------------------- | ----------------- | -------------------- |
| 2  | D    | Francisco Atura     | 1er août 1979     | Union San Felipe     |
| 3  | D    | Hamada Eshbair      | 9 mars 1980       | Khidmat Al-Shatia    |
| 5  | D    | Saeb Jendeya (c)    | 13 mars 1975      | Ittihad Al-Shajaiya  |
| 8  | M    | Ibrahim Al-Sweirki  | 13 juin 1979      | Ittihad Al-Shajaiya  |
| 10 | M    | Khaldun Al-Waara    | 15 mars 1975      |                      |
| 12 | M    | Fady Salem          | 20 juillet 1979   | Merkaz Tulkarem      |
| 14 | M    | Mohanad Omar        | 16 février 1980   | Tahqafi Tulkarem     |
| 16 | A    | Fahed Attal         | 1er janvier 1985  | Al-Jazeera           |
| 18 | D    | Ismail Al-Amour     | 2 octobre 1984    | Al-Dhahriah          |
| 19 | D    | Ammar Abu Seleisel  | 10 mars 1984      | Hilal Areeha         |
| 20 | M    | Ahmed Keshkesh      | 15 septembre 1984 | Al-Hilal Gaza        |
| 21 | G    | Ramzi Saleh         | 8 août 1980       | Shabab Jabalaya      |
| 22 | G    | Iyad Dwaima         | 5 décembre 1978   | Ittihad Al-Shajaiya  |
| 24 | M    | Pablo Abdala        | 6 mai 1972        | Argentino de Rosario |
| 28 | A    | Mohammed Abu Keshek |                   | Tahqafi Tulkarem     |
| 29 | A    | Ziyad Al Kord       | 15 janvier 1974   | Al-Weehdat           |
| 30 | G    | Mohammed Shbair     | 6 décembre 1986   | Ittihad Khan Younes  |
| 33 | A    | Roberto Beshe       | 25 juillet 1981   | Union Española       |

Sélectionneur :  Mohammed Sabaah

#### Guam
| N° | Pos. | Joueur                | Date Naissance   | Club                     |
| -- | ---- | --------------------- | ---------------- | ------------------------ |
| 1  | G    | Brett Maluwelmeng     | 19 février 1985  | Quality Distributors     |
| 2  | D    | James Bush            | 15 juillet 1983  | Quality Distributors     |
| 3  | D    | Jason Landstrom       | 12 janvier 1987  | Wenatchee Valley College |
| 4  | M    | Jerome Unpingco       | 19 mars 1984     | Guam Shipyard            |
| 6  | M    | Ric-Francis Mantanona | 25 mai 1986      | Quality Distributors     |
| 7  | D    | Sho Hammond           |                  | Guam U18                 |
| 8  | M    | Alan Jamison          | 10 mai 1981      | Quality Distributors     |
| 9  | A    | Randy Espinosa        | 22 août 1988     | Guam U18                 |
| 12 | D    | Dominic Gadia (c)     | 18 janvier 1986  | Quality Distributors     |
| 14 | M    | Uri Schallhorn        | 10 octobre 1974  | Quality Distributors     |
| 15 | M    | Pelé Torres           | 10 août 1988     | Guam U18                 |
| 16 | D    | Christopher Santos    | 17 février 1982  | Guam Shipyard            |
| 18 | A    | Carlo Unpingco        | 5 avril 1980     | Guam Shipyard            |
| 19 | A    | Elias Merfalen        | 7 septembre 1989 | Crushers                 |
| 20 | G    | Joseph Laanan         | 14 février 1982  | Guam Shipyard            |
| 21 | A    | Jared Quichocho       |                  | Guam Shipyard            |
| 23 | M    | Jason Cunliffe        | 23 octobre 1983  | Quality Distributors     |
| 29 | D    | Craig Wade            | 19 décembre 1968 | Carpet Masters           |

Sélectionneur :  Norio Tsukitate

### Groupe D

#### Tadjikistan
| N° | Pos. | Joueur                      | Date Naissance    | Club                   |
| -- | ---- | --------------------------- | ----------------- | ---------------------- |
| 1  | G    | Asliddin Khabiboullaïev (c) | 5 mars 1971       | Vakhsh Qurghonteppa    |
| 2  | D    | Farroukh Choriev            | 24 juillet 1984   | Regar-TadAZ Tursunzoda |
| 3  | D    | Iskandar Nouridinov         | 23 janvier 1984   | Vakhsh Qurghonteppa    |
| 4  | D    | Soubkhon Khoujamov          | 10 juillet 1976   | CSKA Pamir             |
| 5  | D    | Alexeï Negmatov             | 4 janvier 1986    | Vakhsh Qurghonteppa    |
| 6  | D    | Naim Nosirov                | 28 avril 1986     | Regar-TadAZ Tursunzoda |
| 7  | M    | Ibrahim Rabimov             | 3 août 1987       | Regar-TadAZ Tursunzoda |
| 9  | M    | Khourshed Makhmoudov        | 8 août 1982       | Regar-TadAZ Tursunzoda |
| 10 | A    | Shoukhrat Dzhabarov         | 30 novembre 1976  | Regar-TadAZ Tursunzoda |
| 11 | A    | Shujoat Nematov             | 26 septembre 1981 | Regar-TadAZ Tursunzoda |
| 15 | A    | Numonjon Hakimov            | 5 septembre 1978  | Parvoz Bobojon         |
| 16 | G    | Alexandre Moukanine         | 24 août 1978      | Regar-TadAZ Tursunzoda |
| 17 | D    | Dzhamolidin Oïev            | 1er mars 1976     | Hima Dushanbe          |
| 18 | A    | Dzhomikhon Moukhidinov      | 15 avril 1976     | Khujand                |
| 19 | D    | Odil Irgashev               | 10 février 1977   | Zhashtyk Ak Altyn      |
| 20 | M    | Yusuf Rabiev                | 24 décembre 1979  | Parvoz Bobojon         |
| 21 | M    | Roustam Khojaïev            | 2 janvier 1973    | Regar-TadAZ Tursunzoda |
| 22 | A    | Mahmadali Sodikov           | 20 mars 1984      | Khujand                |
| 25 | D    | Roustam Tabarov             | 8 mars 1979       | Regar-TadAZ Tursunzoda |
| 27 | A    | Kamil Saidov                | 25 janvier 1989   | Hima Dushanbe          |

Sélectionneur :  Sharif Nazarov

#### Macao
| N° | Pos. | Joueur                | Date Naissance     | Club             |
| -- | ---- | --------------------- | ------------------ | ---------------- |
| 1  | G    | William Chu           | 16 juillet 1971    | Lam Pak          |
| 3  | D    | Ku Weng Nin           | 17 février 1977    | Kin Chong        |
| 6  | D    | Lao Pak Kin           | 24 mai 1984        | Ka I             |
| 8  | M    | Paulo Cheang          | 18 août 1984       | Monte Carlo      |
| 10 | M    | Geofredo de Sousa (c) | 18 mai 1979        | Monte Carlo      |
| 11 | A    | Cheang Chon Man       | 30 juillet 1972    | Lam Pak          |
| 12 | M    | Leong Lap San         | 2 novembre 1980    | Policia          |
| 14 | M    | Luis Hung             | 6 mai 1986         | MFA Development  |
| 15 | A    | Mok Kin Fong          | 6 mars 1980        | Lam Pak          |
| 16 | A    | Lei Fu Weng           | 23 octobre 1986    | Benfica de Macao |
| 19 | A    | Chan Kin Seng         | 19 mars 1985       | Monte Carlo      |
| 21 | M    | Kong Cheng Hou        | 2 août 1986        | Monte Carlo      |
| 23 | D    | Chan Man Hei          | 1er septembre 1980 | Bombeiros        |
| 24 | D    | Lam Ka Pou            | 10 juillet 1985    | Lam Pak          |
| 26 | D    | Un Tak Ian            | 9 novembre 1986    | MFA Development  |
| 28 | A    | Ho Man Hou            | 5 novembre 1988    | MFA Development  |

Sélectionneur :  Masanaga Kageyama

## Phase de groupes

### Groupe A
| Classement final : |                  |     |   |   |   |   |    |    |      |
|                    | Équipe           | Pts | J | G | N | P | BP | BC | Diff |
| 1                  | Inde - de 20 ans | 5   | 3 | 1 | 2 | 0 | 3  | 1  | +2   |
| 2                  | Taipei chinois   | 5   | 3 | 1 | 2 | 0 | 3  | 2  | +1   |
| 3                  | Philippines      | 2   | 3 | 0 | 2 | 1 | 2  | 3  | -1   |
| 4                  | Afghanistan      | 2   | 3 | 0 | 2 | 1 | 3  | 5  | -2   |

| 1er avril | Inde - de 20 ans | 2 | 0 | Afghanistan    |
|           | Taipei chinois   | 1 | 0 | Philippines    |
| 3 avril   | Taipei chinois   | 2 | 2 | Afghanistan    |
|           | Inde - de 20 ans | 1 | 1 | Philippines    |
| 5 avril   | Inde - de 20 ans | 0 | 0 | Taipei chinois |
|           | Philippines      | 1 | 1 | Afghanistan    |

| 1er avril 2006 | Inde -20 ans     | 2 - 0 | Afghanistan | MA Aziz Stadium, Chittagong                         |                                                     |
| 15:30          | Pariyar 29e, 60e |       |             | Spectateurs : 2 500 Arbitrage : Mahmood Al-Ghatrifi | Spectateurs : 2 500 Arbitrage : Mahmood Al-Ghatrifi |
| 15:30          | (Rapport)        |       |             | Spectateurs : 2 500 Arbitrage : Mahmood Al-Ghatrifi | Spectateurs : 2 500 Arbitrage : Mahmood Al-Ghatrifi |

| 1er avril 2006 | Taipei chinois     | 1 - 0 | Philippines | MA Aziz Stadium, Chittagong                  |                                              |
| 18:00          | Wei-Lun Chuang 19e |       |             | Spectateurs : 4 000 Arbitrage : Lee Gi-Young | Spectateurs : 4 000 Arbitrage : Lee Gi-Young |
| 18:00          | (Rapport)          |       |             | Spectateurs : 4 000 Arbitrage : Lee Gi-Young | Spectateurs : 4 000 Arbitrage : Lee Gi-Young |

| 3 avril 2006 | Philippines  | 1 - 1 | Inde -20 ans | MA Aziz Stadium, Chittagong                   |                                               |
| 15:30        | Valeroso 18e |       | Pariyar 8e   | Spectateurs : 2 000 Arbitrage : Salem Mujghef | Spectateurs : 2 000 Arbitrage : Salem Mujghef |
| 15:30        | (Rapport)    |       |              | Spectateurs : 2 000 Arbitrage : Salem Mujghef | Spectateurs : 2 000 Arbitrage : Salem Mujghef |

| 3 avril 2006 | Afghanistan     | 2 - 2 | Taipei chinois                           | MA Aziz Stadium, Chittagong                  |                                              |
| 18:00        | Qadami 20e, 23e |       | Wei-Lun Chuang 48e · Chien-Wei Liang 73e | Spectateurs : 2 500 Arbitrage : Lee Gi-Young | Spectateurs : 2 500 Arbitrage : Lee Gi-Young |
| 18:00        | (Rapport)       |       |                                          | Spectateurs : 2 500 Arbitrage : Lee Gi-Young | Spectateurs : 2 500 Arbitrage : Lee Gi-Young |

| 5 avril 2006 | Inde -20 ans | 0 - 0 | Taipei chinois | MA Aziz Stadium, Chittagong                      |                                                  |
| 15:30        |              |       |                | Spectateurs : 2 000 Arbitrage : Ram Krishna Gosh | Spectateurs : 2 000 Arbitrage : Ram Krishna Gosh |
| 15:30        | (Rapport)    |       |                | Spectateurs : 2 000 Arbitrage : Ram Krishna Gosh | Spectateurs : 2 000 Arbitrage : Ram Krishna Gosh |

| 5 avril 2006 | Philippines  | 1 - 1 | Afghanistan | MA Aziz Stadium, Chittagong                   |                                               |
| 18:00        | Valeroso 61e |       | Maqsood 26e | Spectateurs : 3 000 Arbitrage : Salem Mujghef | Spectateurs : 3 000 Arbitrage : Salem Mujghef |
| 18:00        | (Rapport)    |       |             | Spectateurs : 3 000 Arbitrage : Salem Mujghef | Spectateurs : 3 000 Arbitrage : Salem Mujghef |

### Groupe B
| Classement final : |           |     |   |   |   |   |    |    |      |
|                    | Équipe    | Pts | J | G | N | P | BP | BC | Diff |
| 1                  | Sri Lanka | 7   | 3 | 2 | 1 | 0 | 3  | 1  | +2   |
| 2                  | Népal     | 4   | 3 | 1 | 1 | 1 | 4  | 3  | +1   |
| 3                  | Brunei    | 4   | 3 | 1 | 1 | 1 | 2  | 2  | 0    |
| 4                  | Bhoutan   | 1   | 3 | 0 | 1 | 2 | 0  | 3  | -3   |

| 2 avril | Népal     | 2 | 0 | Bhoutan |
|         | Sri Lanka | 1 | 0 | Brunei  |
| 4 avril | Népal     | 1 | 2 | Brunei  |
|         | Sri Lanka | 1 | 0 | Bhoutan |
| 6 avril | Brunei    | 0 | 0 | Bhoutan |
|         | Sri Lanka | 1 | 1 | Népal   |

| 2 avril 2006 | Sri Lanka      | 1 - 0 | Brunei | MA Aziz Stadium, Chittagong                   |                                               |
| 15:30        | Jayasuriya 72e |       |        | Spectateurs : 2 000 Arbitrage : Rustam Saidov | Spectateurs : 2 000 Arbitrage : Rustam Saidov |
| 15:30        | (Rapport)      |       |        | Spectateurs : 2 000 Arbitrage : Rustam Saidov | Spectateurs : 2 000 Arbitrage : Rustam Saidov |

| 2 avril 2006 | Népal             | 2 - 0 | Bhoutan | MA Aziz Stadium, Chittagong                      |                                                  |
| 18:00        | Maharjan 52e, 70e |       |         | Spectateurs : 3 000 Arbitrage : Ram Krishna Gosh | Spectateurs : 3 000 Arbitrage : Ram Krishna Gosh |
| 18:00        | (Rapport)         |       |         | Spectateurs : 3 000 Arbitrage : Ram Krishna Gosh | Spectateurs : 3 000 Arbitrage : Ram Krishna Gosh |

| 4 avril 2006 | Bhoutan   | 0 - 1 | Sri Lanka         | MA Aziz Stadium, Chittagong               |                                           |
| 15:30        |           |       | Chandradasa 45+2e | Spectateurs : 0 Arbitrage : Rustam Saidov | Spectateurs : 0 Arbitrage : Rustam Saidov |
| 15:30        | (Rapport) |       |                   | Spectateurs : 0 Arbitrage : Rustam Saidov | Spectateurs : 0 Arbitrage : Rustam Saidov |

| 4 avril 2006 | Brunei                 | 2 - 1 | Népal       | MA Aziz Stadium, Chittagong                         |                                                     |
| 18:00        | Salleh 10e · Wahit 42e |       | Tsering 60e | Spectateurs : 2 500 Arbitrage : Mahmood Al-Ghatrifi | Spectateurs : 2 500 Arbitrage : Mahmood Al-Ghatrifi |
| 18:00        | (Rapport)              |       |             | Spectateurs : 2 500 Arbitrage : Mahmood Al-Ghatrifi | Spectateurs : 2 500 Arbitrage : Mahmood Al-Ghatrifi |

| 6 avril 2006 | Sri Lanka  | 1 - 1 | Népal        | MA Aziz Stadium, Chittagong                  |                                              |
| 15:30        | Naufer 18e |       | Maharjan 74e | Spectateurs : 2 500 Arbitrage : Lee Gi-Young | Spectateurs : 2 500 Arbitrage : Lee Gi-Young |
| 15:30        | (Rapport)  |       |              | Spectateurs : 2 500 Arbitrage : Lee Gi-Young | Spectateurs : 2 500 Arbitrage : Lee Gi-Young |

| 6 avril 2006 | Bhoutan   | 0 - 0 | Brunei | MA Aziz Stadium, Chittagong                         |                                                     |
| 18:00        |           |       |        | Spectateurs : 2 000 Arbitrage : Mahmood Al-Ghatrifi | Spectateurs : 2 000 Arbitrage : Mahmood Al-Ghatrifi |
| 18:00        | (Rapport) |       |        | Spectateurs : 2 000 Arbitrage : Mahmood Al-Ghatrifi | Spectateurs : 2 000 Arbitrage : Mahmood Al-Ghatrifi |

### Groupe C
| Classement final : |            |     |   |   |   |   |    |    |      |
|                    | Équipe     | Pts | J | G | N | P | BP | BC | Diff |
| 1                  | Palestine  | 7   | 3 | 2 | 1 | 0 | 16 | 1  | +15  |
| 2                  | Bangladesh | 7   | 3 | 2 | 1 | 0 | 6  | 2  | +4   |
| 3                  | Cambodge   | 3   | 3 | 1 | 0 | 2 | 4  | 6  | -2   |
| 4                  | Guam       | 0   | 3 | 0 | 0 | 3 | 0  | 17 | -17  |

| 1er avril | Bangladesh | 2  | 1 | Cambodge   |
|           | Palestine  | 11 | 0 | Guam       |
| 3 avril   | Bangladesh | 3  | 0 | Guam       |
|           | Palestine  | 4  | 0 | Cambodge   |
| 5 avril   | Palestine  | 1  | 1 | Bangladesh |
| 6 avril   | Cambodge   | 3  | 0 | Guam       |

| 1er avril 2006 | Palestine                                                                                     | 11 - 0 | Guam | Bangabandhu National Stadium, Dacca       |                                           |
| 15:30          | Keshkesh 6e · Attal 14e, 20e, 26e, 32e, 45e, 84e · Atura 25e · Al-Amour 39e · Alkord 60e, 67e |        |      | Spectateurs : 3 000 Arbitrage : Ala Abdul | Spectateurs : 3 000 Arbitrage : Ala Abdul |
| 15:30          | (Rapport)                                                                                     |        |      | Spectateurs : 3 000 Arbitrage : Ala Abdul | Spectateurs : 3 000 Arbitrage : Ala Abdul |

| 1er avril 2006 | Bangladesh            | 2 - 1 | Cambodge | Bangabandhu National Stadium, Dacca      |                                          |
| 18:00          | Ahmad 30e · Hasan 60e |       | Chan 66e | Spectateurs : 35 000 Arbitrage : Tan Hai | Spectateurs : 35 000 Arbitrage : Tan Hai |
| 18:00          | (Rapport)             |       |          | Spectateurs : 35 000 Arbitrage : Tan Hai | Spectateurs : 35 000 Arbitrage : Tan Hai |

| 3 avril 2006 | Cambodge  | 0 - 4 | Palestine                                      | Bangabandhu National Stadium, Dacca       |                                           |
| 15:30        |           |       | Keshkesh 10e · Al-Sweirki 11e, 74e · Attal 30e | Spectateurs : 2 500 Arbitrage : Ala Abdul | Spectateurs : 2 500 Arbitrage : Ala Abdul |
| 15:30        | (Rapport) |       |                                                | Spectateurs : 2 500 Arbitrage : Ala Abdul | Spectateurs : 2 500 Arbitrage : Ala Abdul |

| 3 avril 2006 | Guam      | 0 - 3 | Bangladesh                   | Bangabandhu National Stadium, Dacca      |                                          |
| 18:00        |           |       | Hasan 49e · Hossain 83e, 85e | Spectateurs : 18 000 Arbitrage : Win Cho | Spectateurs : 18 000 Arbitrage : Win Cho |
| 18:00        | (Rapport) |       |                              | Spectateurs : 18 000 Arbitrage : Win Cho | Spectateurs : 18 000 Arbitrage : Win Cho |

| 5 avril 2006 | Palestine | 1 - 1 | Bangladesh | Bangabandhu National Stadium, Dacca              |                                                  |
| 15:30        | Attal 30e |       | Topu 46e   | Spectateurs : 22 000 Arbitrage : Hedayat Mombini | Spectateurs : 22 000 Arbitrage : Hedayat Mombini |
| 15:30        | (Rapport) |       |            | Spectateurs : 22 000 Arbitrage : Hedayat Mombini | Spectateurs : 22 000 Arbitrage : Hedayat Mombini |

| 6 avril 2006 | Cambodge                                   | 3 - 0 | Guam | Bangladesh Army Stadium, Dacca        |                                       |
| 14:00        | Buntheang 37e · Kosal 40e · Sokumpheak 63e |       |      | Spectateurs : 500 Arbitrage : Win Cho | Spectateurs : 500 Arbitrage : Win Cho |
| 14:00        | (Rapport)                                  |       |      | Spectateurs : 500 Arbitrage : Win Cho | Spectateurs : 500 Arbitrage : Win Cho |

### Groupe D
| Classement final : |              |     |   |   |   |   |    |    |      |
|                    | Équipe       | Pts | J | G | N | P | BP | BC | Diff |
| 1                  | Tadjikistan  | 6   | 3 | 2 | 0 | 1 | 6  | 1  | +5   |
| 2                  | Kirghizistan | 6   | 3 | 2 | 0 | 1 | 3  | 1  | +2   |
| 3                  | Pakistan     | 4   | 3 | 1 | 1 | 1 | 3  | 4  | -1   |
| 4                  | Macao        | 1   | 3 | 0 | 1 | 2 | 2  | 8  | -6   |

| 2 avril | Kirghizistan | 0 | 1 | Pakistan     |
|         | Tadjikistan  | 4 | 0 | Macao        |
| 4 avril | Tadjikistan  | 2 | 0 | Pakistan     |
| 6 avril | Kirghizistan | 1 | 0 | Macao        |
| 6 avril | Pakistan     | 2 | 2 | Macao        |
| 7 avril | Tadjikistan  | 0 | 2 | Kirghizistan |

| 2 avril 2006 | Tadjikistan                                            | 4 - 0 | Macao | Bangabandhu National Stadium, Dacca             |                                                 |
| 15:30        | Makhmudov 10e · Rabiev 13e · Rabimov 55e · Khojaev 77e |       |       | Spectateurs : 2 000 Arbitrage : Hedayat Mombini | Spectateurs : 2 000 Arbitrage : Hedayat Mombini |
| 15:30        | (Rapport)                                              |       |       | Spectateurs : 2 000 Arbitrage : Hedayat Mombini | Spectateurs : 2 000 Arbitrage : Hedayat Mombini |

| 2 avril 2006 | Kirghizistan | 0 - 1 | Pakistan | Bangabandhu National Stadium, Dacca                      |                                                          |
| 18:00        |              |       | Essa 59e | Spectateurs : 2 500 Arbitrage : Tayeb Hasan Shamsuzzaman | Spectateurs : 2 500 Arbitrage : Tayeb Hasan Shamsuzzaman |
| 18:00        | (Rapport)    |       |          | Spectateurs : 2 500 Arbitrage : Tayeb Hasan Shamsuzzaman | Spectateurs : 2 500 Arbitrage : Tayeb Hasan Shamsuzzaman |

| 4 avril 2006 | Pakistan  | 0 - 2 | Tadjikistan                | Bangabandhu National Stadium, Dacca     |                                         |
| 15:30        |           |       | Hakimov 14e · Irgashev 18e | Spectateurs : 5 000 Arbitrage : Tan Hai | Spectateurs : 5 000 Arbitrage : Tan Hai |
| 15:30        | (Rapport) |       |                            | Spectateurs : 5 000 Arbitrage : Tan Hai | Spectateurs : 5 000 Arbitrage : Tan Hai |

| 6 avril 2006 | Tadjikistan | 0 - 1 | Kirghizistan | Bangabandhu National Stadium, Dacca       |                                           |
| 14:00        |             |       | Krasnov 22e  | Spectateurs : 2 000 Arbitrage : Ala Abdul | Spectateurs : 2 000 Arbitrage : Ala Abdul |
| 14:00        | (Rapport)   |       |              | Spectateurs : 2 000 Arbitrage : Ala Abdul | Spectateurs : 2 000 Arbitrage : Ala Abdul |

| 6 avril 2006 | Pakistan             | 2 - 2 | Macao                  | Bangabandhu National Stadium, Dacca                      |                                                          |
| 16:00        | Ahmed 12e · Essa 42e |       | Kin Seng Chan 16e, 52e | Spectateurs : 1 000 Arbitrage : Tayeb Hasan Shamsuzzaman | Spectateurs : 1 000 Arbitrage : Tayeb Hasan Shamsuzzaman |
| 16:00        | (Rapport)            |       |                        | Spectateurs : 1 000 Arbitrage : Tayeb Hasan Shamsuzzaman | Spectateurs : 1 000 Arbitrage : Tayeb Hasan Shamsuzzaman |

| 7 avril 2006 | Macao     | 0 - 2 | Kirghizistan                  | Bangabandhu National Stadium, Dacca     |                                         |
| 14:00        |           |       | Ablakimov 35e · Ishenbaev 58e | Spectateurs : 1 000 Arbitrage : Tan Hai | Spectateurs : 1 000 Arbitrage : Tan Hai |
| 14:00        | (Rapport) |       |                               | Spectateurs : 1 000 Arbitrage : Tan Hai | Spectateurs : 1 000 Arbitrage : Tan Hai |

## Phase finale

### Quarts de finale
| 8 avril 2006 | Sri Lanka                               | 3 - 0 | Taipei chinois | MA Aziz Stadium, Chittagong                         |                                                     |
| 15:30        | Naufer 44e · Kumara 70e · Ratnayaka 90e |       |                | Spectateurs : 2 500 Arbitrage : Mahmood Al-Ghatrifi | Spectateurs : 2 500 Arbitrage : Mahmood Al-Ghatrifi |
| 15:30        | (Rapport)                               |       |                | Spectateurs : 2 500 Arbitrage : Mahmood Al-Ghatrifi | Spectateurs : 2 500 Arbitrage : Mahmood Al-Ghatrifi |

| 9 avril 2006 | Inde -20 ans | 0 - 3 | Népal                         | MA Aziz Stadium, Chittagong                      |                                                  |
| 15:30        |              |       | Maharjan 15e, 26e · Thapa 28e | Spectateurs : 3 000 Arbitrage : Ram Krishna Gosh | Spectateurs : 3 000 Arbitrage : Ram Krishna Gosh |
| 15:30        | (Rapport)    |       |                               | Spectateurs : 3 000 Arbitrage : Ram Krishna Gosh | Spectateurs : 3 000 Arbitrage : Ram Krishna Gosh |

| 9 avril 2006 | Palestine | 0 - 1 | Kirghizistan   | Bangabandhu National Stadium, Dacca   |                                       |
| 15:30        |           |       | Djamshidov 90e | Spectateurs : 150 Arbitrage : Win Cho | Spectateurs : 150 Arbitrage : Win Cho |
| 15:30        | (Rapport) |       |                | Spectateurs : 150 Arbitrage : Win Cho | Spectateurs : 150 Arbitrage : Win Cho |

| 10 avril 2006 | Tadjikistan                                                                           | 6 - 1 | Bangladesh  | Bangabandhu National Stadium, Dacca        |                                            |
| 15:30         | Rabimov 2e · Makhmudov 20e · Moukhidinov 31e · Hakimov 52e · Rabiev 64e · Nematov 82e |       | A.Ahmed 18e | Spectateurs : 15 000 Arbitrage : Ala Abdul | Spectateurs : 15 000 Arbitrage : Ala Abdul |
| 15:30         | (Rapport)                                                                             |       |             | Spectateurs : 15 000 Arbitrage : Ala Abdul | Spectateurs : 15 000 Arbitrage : Ala Abdul |

### Demi-finales
| 12 avril 2006 | Sri Lanka                                               | 1 - 1             | Népal                                  | MA Aziz Stadium, Chittagong                  |                                              |
| 15:30         | Jayasuriya 65e                                          |                   | Thapa 84e                              | Spectateurs : 2 500 Arbitrage : Lee Gi-Young | Spectateurs : 2 500 Arbitrage : Lee Gi-Young |
| 15:30         | (Rapport)                                               |                   |                                        | Spectateurs : 2 500 Arbitrage : Lee Gi-Young | Spectateurs : 2 500 Arbitrage : Lee Gi-Young |
| 15:30         | · Fuard · Gunarathna · Weerasingha · Channa · Ratnayaka | Tirs au but 5 - 3 | · Anjan · Tsering · Neupane · Maharjan | Spectateurs : 2 500 Arbitrage : Lee Gi-Young | Spectateurs : 2 500 Arbitrage : Lee Gi-Young |

| 13 avril 2006 | Kirghizistan | 0 - 2 | Tadjikistan       | Bangabandhu National Stadium, Dacca     |                                         |
| 15:30         |              |       | Rabiev 51e, 90+3e | Spectateurs : 2 000 Arbitrage : Tan Hai | Spectateurs : 2 000 Arbitrage : Tan Hai |
| 15:30         | (Rapport)    |       |                   | Spectateurs : 2 000 Arbitrage : Tan Hai | Spectateurs : 2 000 Arbitrage : Tan Hai |

### Finale
| 16 avril 2006 | Sri Lanka | 0 - 4 | Tadjikistan                                        | Bangabandhu National Stadium, Dacca             |                                                 |
| 15:30         |           |       | Moukhidinov 1re, 70e · Makhmudov 45e · Hakimov 61e | Spectateurs : 2 000 Arbitrage : Hedayat Mombini | Spectateurs : 2 000 Arbitrage : Hedayat Mombini |
| 15:30         | (Rapport) |       |                                                    | Spectateurs : 2 000 Arbitrage : Hedayat Mombini | Spectateurs : 2 000 Arbitrage : Hedayat Mombini |

| AFC Challenge Cup 2006 – Vainqueur Tadjikistan Premier titre |

## Buteurs
| 8 buts - Fahed Attal 5 buts - Pradeep Maharjan 4 buts - Yusuf Rabiev 3 buts - Vimal Pariyar - Numonjon Hakimov - Khurshed Makhmudov - Dzhomikhon Moukhidinov 2 buts - Hafizullah Qadami - Alfaz Ahmad - Mohammed Emily Hasan - Abul Hossain - Wei-Lun Chuang - Muhammad Essa - Ziyad Alkord - Al Sweirki - Ahmed Keshkesh - Mark Alvin Valeroso - Kin Seng Chan - Basanta Thapa - Weerarathna Jayasuriya - Mohamed Izzadeen Mohamed Naufer - Ibraguim Rabimov | 1 but - Sayed Maqsood - Mehdi Hassan Topu - Adie Mohammed Salleh - Riwandi Wahit - Sok Buntheang - Rithy Chan - Keo Kosal - Kouch Sokumpheak - Chien-Wei Liang - Roman Ablakimov - Ruslan Djamshidov - Azamat Ishenbaev - Andrey Krasnov - Tashi Tsering - Adeel Ahmed - Ismail Al Amour - Francisco Atura - Chandradasa Galbodapayagalage - Sanjaya Pradeep Kumara - Jeewantha Dhammika Ratnayaka - Odil Irgashev - Rustam Khojaev - Shujoat Nematov |

## Récompenses
| Trophée du Fair-Play | Trophée du Fair-Play | Trophée du Fair-Play | Meilleur buteur | Meilleur buteur | Meilleur buteur | Meilleur joueur du tournoi | Meilleur joueur du tournoi | Meilleur joueur du tournoi |
| -------------------- | -------------------- | -------------------- | --------------- | --------------- | --------------- | -------------------------- | -------------------------- | -------------------------- |
| Sri Lanka            | Sri Lanka            | Sri Lanka            | Fahed Attal     | Fahed Attal     | Fahed Attal     | Ibrahim Rabimov            | Ibrahim Rabimov            | Ibrahim Rabimov            |